# Cesare Perdisa
 Cesare Perdisa  (21 d'octubre de 1932, Bolonya, Itàlia - 10 de maig de 1998) fou un pilot de curses automobilístiques italià que va arribar a disputar curses de Fórmula 1.

## Carrera esportiva
Va debutar a la segona cursa de la temporada 1955 (la sisena temporada de la història) del campionat del món de la Fórmula 1, disputant el 22 de maig del 1955 el GP de Mònaco al Circuit de Montecarlo.
Cesare Perdisa va participar en vuit curses puntuables pel campionat de la F1, disputades en tres temporades diferents (1955, 1956 i 1957) assolí dos podis.

## Resultats a la Fórmula 1
| Any  | Equip                     | Xassís   | Motor    | 1      | 2      | 3   | 4      | 5      | 6     | 7       | 8   | Posició | Punts |
| ---- | ------------------------- | -------- | -------- | ------ | ------ | --- | ------ | ------ | ----- | ------- | --- | ------- | ----- |
| 1955 | Officine Alfieri Maserati | Maserati | Maserati | ARG    | MON 3* | 500 | BEL 8  | HOL    | GBR   | ITA     |     | 18è     | 2     |
| 1956 | Officine Alfieri Maserati | Maserati | Maserati | ARG    | MON 7  | 500 | BEL 3* | FRA 5* | GBR 7 | ALE NVS | ITA | 16è     | 3     |
| 1957 | Scuderia Ferrari          | Lancia   | Ferrari  | ARG 6* | MON    | 500 | FRA    | GBR    | ALE   | PES     | ITA | -       | 0     |

(*) Cotxe compartit.

### Resum
| Curses: | Victòries: | Pòdiums: | Poles: | Voltes ràpides: | Punts: |
| ------- | ---------- | -------- | ------ | --------------- | ------ |
| 8       | 0          | 2        | 0      | 0               | 5      |